# Майкон Перейра де Оливейра
Майкон Перейра де Оливейра (на португалски: Maicon Pereira de Oliveira) е бразилски футболист, нападател.

## Кариера

### Волин Луцк
Майкон е роден в Рио де Жанейро, Бразилия. През 2009 г. той преминава в украинския Волин Луцк от Атлетико Можи. В първия си сезон с клуба, той вкарва 13 гола в 18 мача в Първа лига, а Волин спечелва промоция в след второто си място. Във втория си сезон е даден под наем на Стяуа (Букурещ) за втората половина на сезона.

### Стяуа
На 21 февруари 2011 г. Майкон е даден под наем за четири месеца на румънския Стяуа, с опция за закупуване в края на сезон 2010/11.
На 13 април 2011 г., във втория си мач за Стяуа, той вкарва първия си гол при победата на Стяуа срещу лидера Оцелул. На 16 април 2011 г. влизащ в 72-рата минута, той отбелязва гол, с който изравнява резултата в 80-а минута, а малко по-късно и победен гол в 86-а минута срещу Спортул Студенцеск. В края на сезона, той се завръща в клуба си в Украйна.

### Отново във Волин
Вторият му сезон в украинската висша лига се оказва много по-успешен. През сезон 2011/12, той вкарва 14 гола в първенството и 5 за купата и е голмайстор на клуба. Майкон завършва сезона с 19 гола от 28 мача и е голмайстор за купата.

### Шахтьор
През лятото на 2012 г. Майкон преминава в шампиона Шахтьор (Донецк) със свободен трансфер. Той подписва тригодишен договор. На 4 септември е обявено, че Майкон ще се присъедини към Зоря (Луганск), под наем за шест месеца.

### Зоря
Тъй като се присъединява към Шахтьор след началото на сезона, треньорът Мирча Луческу решава да го преотстъпи на Зоря (Луганск) за първата половина на сезона. Но след това, Майкон е регистриран от украинската Висша лига като футболист, който принадлежи на Зоря, но не под наем. Той прави своя дебют на 15 септември 2012 г., влизайки като резерва през второто полувреме срещу Шахтьор (Донецк). Зоря губи мача с 0:3.

## Смърт
През февруари 2014 г. Иличевец Мариупол е на зимна подготовка в Турция, където на 6 февруари Майкон изиграва последния си мач срещу полският Гурник Забже. Иличевец губи с 1:2. На 7 февруари отборът се връща в Украйна, където футболистите получават три дни почивка. На следващата сутрин, 8 февруари около 4 часа, докато се прибира у дома със своя автомобил Hyundai Elantra, Майкон маневрира, за да задмине друго превозно средство. При преминаването в насрещното платно за движение, футболистът претърпява челен сблъсък с Шкода Супърб. Майкон загива на място, докато водачът на Шкодата се озовава в болница в критично състояние с множество наранявания. А възможна причина за смъртта на Майкон е травма на черепа. Автомобилът, с който се сблъсква е със скорост от 110 км / ч (68 mph). По-вероятно е, Майкон да се връща от нощния клуб „Лица“, където се е виждал със съотборниците си Алекс Тешейра, Фред и Дъглас Коста. Клубът потвърждава новината в официално изявление същата сутрин.
Шахтьор заявява, че остатъка от договорът му ще бъде изплатен в пълен размер на семейството му, неговата 7-годишна дъщеря и възрастни родители.